# 3月23日
3月23日是公历一年中的第82天（闰年第83天），离全年的结束还有283天。

## 大事记

### 19世紀前
- 1129年：苗傅、刘正彦在扬州兵变，逼迫宋高宗禅位给两岁的皇子魏国公赵旉，史称明受之变。
- 1324年：教宗若望二十二世開除與其長期對立的神聖羅馬帝國皇帝路易四世的教籍。
- 1400年：大越权臣胡季牦逼迫皇帝陈少帝禅位并自立为大虞皇帝，陈朝宣告灭亡。
- 1678年：吴三桂在衡州称帝。
- 1782年：法國小說家皮埃爾·肖代洛·德拉克洛創作的著名書信體小說《危險關係》首次出版。

### 19世紀
- 1801年：俄罗斯沙皇保罗一世在米哈伊洛夫宫遭到暗杀身亡，其子亚历山大一世继位。
- 1885年：镇南关之战爆发。
- 1888年：由威廉·麦格雷戈主持，十家英格兰足球俱乐部在伦敦召开会议，最终成立足球联赛。

### 20世紀
- 1913年：刺杀宋教仁凶手被抓。
- 1918年：段祺瑞再次成为国务总理。
- 1919年：邓中夏等在北京大学发起成立平民教育讲演团。
- 1919年：贝尼托·墨索里尼建立“战斗的法西斯”党。
- 1925年：美国田纳西州禁止讲授进化论。
- 1927年：安庆惨案。
- 1931年：印度獨立運動中最具影響力的革命家之一巴格特·辛格和另外兩名革命家被英國當局處死。
- 1933年：德国纳粹党推动帝国议会通过《授权法》，容许总理阿道夫·希特勒自订法律。
- 1938年：抗日战争中的台儿庄大战开始。
- 1940年：全印穆斯林联盟在拉合尔代表大会通过决议，决定脱离英属印度建立一个穆斯林国家。
- 1950年：世界气象组织成立。
- 1959年：中共拉萨市委成立。同日，中国人民解放军西藏军区颁发布告，成立拉萨市军事管制委员会，接管拉萨地区政治、军事、民政等一切事宜。
- 1970年：柬埔寨民族统一阵线宣布成立，西哈努克亲王担任主席。
- 1981年：中華奧林匹克委員會與國際奧林匹克委員會簽署《洛桑協議》，中華民國政府正式接納「中華臺北」作為其日後參加國際體育賽事的正式官方名稱。
- 1983年：美国总统罗纳德·里根在电视讲话中首次提出用于拦截敌军弹道飞弹的战略防御计划。
- 1984年：日本首相中曾根康弘访问中国。
- 1989年：一颗直径达1000英尺的近地小行星在距地球仅40万公里距离处穿过。
- 1989年：兩名研究人員宣布發現冷核融合，但這項說法後來被推翻。
- 1994年：俄羅斯航空593號班機於俄羅斯克麥羅沃州梅日杜列琴斯克失事墜毀，機上75人罹難。
- 1996年：中華民國舉行首次總統直接選舉，中國國民黨候選人李登輝當選新一任中華民國總統。
- 1998年：中華人民共和國发售首批证券投资基金。
- 1998年：中国歼-10原型机首飞成功。
- 1998年：《泰坦尼克号》获11项奥斯卡金像奖。
- 1999年：北大西洋公约组织决定对南联盟进行大规模空中打击。

### 21世紀
- 2001年：俄罗斯联邦太空总署的和平号太空站坠入地球大气层，并在太平洋上空解体。
- 2001年：中國國務院副總理錢其琛訪美。
- 2004年：中華人民共和國与多米尼克建交。
- 2009年：由广州飛往东京的联邦快递80號班機（機型：麥道-11）在成田机场降落时遇到强烈风切变，坠毁在成田机场A跑道。
- 2010年：Google宣布停止对谷歌中国搜索服务的内容审查，并将搜索服务由中国大陆转至香港。
- 2010年：中国福建省发生校园惨案，共造成八死五伤，受害者皆为小学学童。
- 2021年：大型貨櫃船長賜輪擱淺於蘇伊士運河，對全球經濟產生影響。
- 2022年：臺灣花蓮縣豐濱鄉發生ML  6.6地震及多次餘震，這也是震度分級新制實施後最強的地震。

## 出生
- 603年：巴加尔二世，瑪雅文明古典時期城邦帕倫克國王。（683年逝世）
- 1338年：後光嚴天皇，日本北朝第4代天皇。（1374年逝世）
- 1600年：松平康信，日本安土桃山時代至江戶時代前期武將、大名。（1682年逝世）
- 1677年：愛新覺羅允祉，康熙帝第三子，誠郡王。（1732年逝世）
- 1737年：阿瑟·聖克萊，蘇格蘭裔美國大陸軍將領。（1818年逝世）
- 1742年：皮埃爾·法蘭索瓦·索雷，法國陸軍將領。（1818年逝世）
- 1749年：皮埃尔-西蒙·拉普拉斯，法国数学家、天文学家。（1827年逝世）
- 1791年：約翰·霍華德·辛頓，英國作家、浸信會牧師。（1873年逝世）
- 1863年：黃履和，清末民初外交官。（1926年逝世）
- 1882年：埃米·诺特，德国女数学家。（1935年逝世）
- 1883年：北大路魯山人，日本藝術家。（1959年逝世）
- 1884年：約瑟·博士爾，英國海員，鐵達尼號四副。（1967年逝世）
- 1889年：中願寺雄吉，日本超級人瑞。（2003年逝世）
- 1901年：尼古拉·雅科夫列维奇·伊林，蘇聯火箭技術先驅之一。（1937年逝世）
- 1904年：瓊·克勞馥，美国奥斯卡影后。（1977年逝世）
- 1910年：黑澤明，日本導演。（1998年逝世）
- 1912年：韦恩赫尔·冯·布劳恩，德國裔美國航空太空工程師。（1977年逝世）
- 1915年：瓦西里·扎伊采夫，蘇聯陸軍著名狙擊手。（1991年逝世）
- 1920年：川上哲治，日本棒球運動員。（2013年逝世）
- 1927年：陆文夫，中国作家。（2005年逝世）
- 1929年：努斯拉特·布托，巴基斯坦政治人物。（2011年逝世）
- 1932年：亨利·梅茨格，美國免疫學家。（2018年逝世）
- 1933年：菲利普·津巴多，美國心理學家，以史丹佛監獄實驗而著稱。（2024年逝世）
- 1934年：王淀佐，中國礦物工程學家。（2023年逝世）
- 1937年：鍾景輝，香港演員、導演。
- 1938年：張俊雄，台灣政治人物。
- 1940年：格雷厄姆·艾利森，美國政治學家。
- 1943年：阿納托利·格里戈里耶夫，俄羅斯醫學家、生理學家。（2023年逝世）
- 1944年：里克·奧卡西克，美國男歌手。（2019年逝世）
- 1947年：賈斯汀·O·施密特，美國昆蟲學家。（2023年逝世）
- 1952年：雷克斯·提勒森，美國企業家、國務卿。
- 1955年：摩西·马龙，美國職業籃球運動員。（2015年逝世）
- 1955年：賈姆希德·沙爾馬赫德，伊朗裔德國記者、軟體工程師。（2024年逝世）
- 1956年：傑洛米·韋德，英國電視節目主持人。
- 1960年：多和田葉子，日本小說家、詩人。
- 1961年：梁安琪，澳門立法會議員、富商何鴻燊的“四太太”。
- 1961年：武正公一，日本政治人物。
- 1962年：巴塞勒·阿萨德，叙利亚军事和政治人物。（1994年逝世）
- 1963年：劉偉仁，台灣歌手、詞曲創作人。（2011年逝世）
- 1963年：謝君豪，香港演員。
- 1968年：周涛，中國電視節目主持人。
- 1968年：黃綺珊，中國女歌手。
- 1968年：張山，中國男演員。
- 1968年：费尔南多·耶罗，前西班牙足球运动員。
- 1969年：劉曉彤，香港女演員。
- 1971年：金旻钟，韓國男演員。
- 1972年：布偉傑，美國演員。
- 1973年：杜迪克，波兰足球守門員。
- 1973年：傑森·基德，美國篮球运动員、教练。
- 1974年：卡米拉·马尔廷，丹麦女子羽毛球运动員。
- 1974年：藍道爾·朴，韓裔美國男演員、喜劇演員、編劇。
- 1975年：朱峰，台灣導演。
- 1975年：峰倉和也，日本漫畫家。
- 1976年：撒贝宁，中國電視節目主持人。
- 1976年：凱莉·羅素，美國女演員。
- 1976年：蜜雪兒·摩納漢，美國女演員。
- 1977年：蕭正楠，香港男歌手、演員。
- 1977年：丹尼尔·伊斯皮诺萨，瑞典電影導演。
- 1978年：劉燁，中國演員。
- 1978年：朱鴻森，台灣棒球選手。
- 1978年：沃尔特·萨穆埃尔，阿根廷足球員。
- 1979年：黃懷晨，台灣男演員。
- 1979年：朴芝潤，韓國女演員。
- 1979年：姜暢雄，韓裔日本男演員。
- 1982年：達倫，台灣男歌手、演員。
- 1983年：宋米秦，台灣女歌手。
- 1983年：尹崇珍，台灣女演員。
- 1983年：陳思榮，香港足球運動員。
- 1983年：莫·法拉赫，英國田徑運動員。
- 1984年：麥金萊·貝爾徹三世，美國男演員。
- 1986年：康斯坦丁·貝蒂金，俄裔美國天文學家。
- 1987年：康嘉娜·拉洛，印度女演員。
- 1988年：肖顺尧，中國男歌手、演員。
- 1989年：李文貞，韓國女演員。
- 1990年：吳汶芳，台灣女歌手。
- 1990年：黃偉晉，台灣男子偶像團體SpeXial、五堅情成員。
- 1990年：大和田仁美，日本女性聲優。
- 1990年：尤金妮，英國王室成員。
- 1991年：古娃娃，台灣部落客、YouTuber。
- 1991年：千賀健永，日本男子偶像團體Kis-My-Ft2成員。
- 1992年：范世琦，中國歌手、演員。
- 1992年：孫涵，新加坡雙胞胎女子團體BY2成員。
- 1992年：孫雨，新加坡雙胞胎女子團體BY2成員。
- 1992年：凯里·欧文，美國職業NBA籃球運動員。
- 1993年：紗倉真菜，日本女演員。
- 1993年：李玹雨，韓國男演員。
- 1994年：優里，日本創作歌手。
- 1995年：趙柔，臺灣女子空手道運動員。
- 1995年：埃丝特·莱德茨卡，捷克高山滑雪運動員。
- 1997年：安德烈亞·佩萊格里諾，義大利職業網球運動員。
- 1998年：葉靖儀，香港女演員、模特兒。
- 1998年：姚琛，中國男子偶像團體R1SE成員。
- 1998年：佐藤楓，日本女子偶像團體乃木坂46成員。
- 1999年：丁潤浩，韓國男子偶像團體ATEEZ成員。
- 1999年：邁拉·拉米雷斯，哥倫比亞職業足球運動員。
- 2000年：黄仁俊，韓國男子偶像團體NCT成員。
- 2001年：松岡美里，日本女性聲優。
- 2001年：卡米拉·科諾托普，烏克蘭女子舉重運動員。
- 2002年：烏盧格別克·拉希托夫，烏茲別克男子跆拳道運動員
- 生年不詳：大和田仁美，日本女性聲優。

## 逝世
- 59年：小阿格里皮娜，羅馬皇后。（15年出生）
- 1022年：宋真宗赵恒，宋朝皇帝。（968年出生）
- 1361年：格羅斯蒙特的亨利，英國貴族。（約1310年出生）
- 1548年：板垣信方，日本戰國時代武將。（1489年出生）
- 1801年：保羅一世，俄羅斯帝國皇帝。（1754年出生）
- 1842年：司汤达，法国作家。（1783年出生）
- 1849年：安德烈·曼努埃爾·德爾里奧，墨西哥化學家。（1764年出生）
- 1897年：荷蘭的索菲公主，薩克森-魏瑪-艾森納赫大公夫人。（1824年出生）
- 1931年：巴格特·辛格，英屬印度革命家。（1907年出生）
- 1948年：葉夫根尼·阿巴拉科夫，蘇聯登山家、雕塑家。（1907年出生）
- 1952年：劳尔·杜飞，法国画家。（1877年出生）
- 1981年：克勞德·奧金萊克，英國陸軍元帥。（1884年出生）
- 1983年：林漢河，新加坡醫生及政治家。（1894年出生）
- 1992年：弗里德里希·哈耶克，奥地利经济学家。（1899年出生）
- 2007年：毛岸青，毛澤東與其第一位妻子楊開慧的次子。（1923年出生）
- 2011年：伊麗莎白·泰勒，美國電影演員。（1932年出生）
- 2012年：洪瑞襄，臺灣女演員。（1968年出生）
- 2014年：阿道弗·苏亚雷斯，西班牙政治家。（1932年出生）
- 2015年：李光耀，新加坡政治人物，首任新加坡總理。（1923年出生）
- 2016年：高清愿，臺灣統一企業創辦人。（1929年出生）
- 2017年：万国权，中国民主建国会第六届中央委员会常务副主席，第七届、八届中央委员会名誉副主席。中国人民政治协商会议第八届、九届全国委员会副主席。（1919年出生）
- 2021年：詹三原，臺灣畫家（1942年出生）
- 2022年：馬德琳·歐布萊特，美國捷克斯洛伐克裔（英语：Czech Americans）政治人物及外交官，第64任美國國務卿和首位女性美國國務卿（1937年出生）
- 2023年：黃寶生，中國學者。（1942年出生）
- 2024年：毛里齊奧·波利尼，義大利古典鋼琴家。（1942年出生）
- 2025年：薩拉赫·巴爾達維爾，巴勒斯坦政治人物。（1959年出生）

## 节假日和习俗
- 世界熊日[1]
- 世界气象日
- 巴基斯坦：国庆日（英语：Pakistan Day）